# Ted Osius

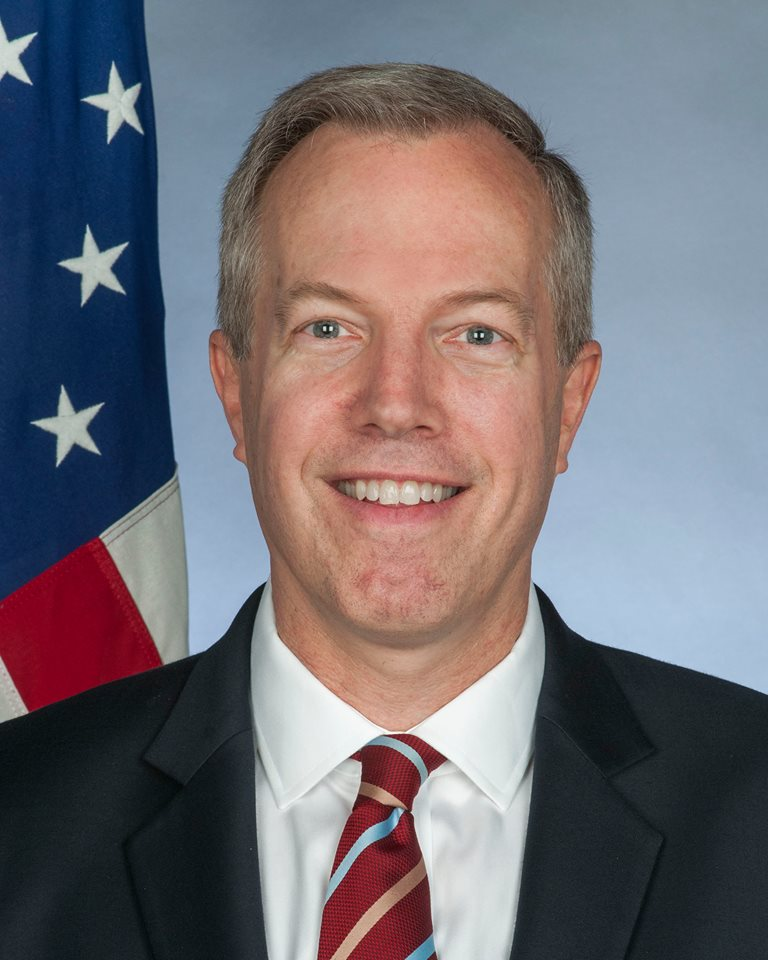
Ted Osius

Theodore „Ted“ George Osius (* 1961 in Annapolis, Maryland) ist ein US-amerikanischer Diplomat.

## Leben
Osius besuchte The Putney School in Vermont und studierte an der Harvard University sowie an der Johns Hopkins University. Von 2013 bis 2014 war er Hochschullehrer am National War College in Washington, D.C. Vom 16. Dezember 2014 bis 20. Januar 2017 war Osius als Nachfolger von David B. Shear Botschafter der Vereinigten Staaten in Vietnam. Osius ist mit Clayton Bond verheiratet und hat zwei Kinder.